# Hutchinson Island (Antarktika)
Hutchinson Island ist eine eisbedeckte Insel im Marshall-Archipel vor der Saunders-Küste des westantarktischen Marie-Byrd-Lands. Sie liegt 16 km östlich der Vollmer-Insel inmitten des Sulzberger-Schelfeises.
Der United States Geological Survey kartierte die Insel anhand eigener Vermessungen und Luftaufnahmen der United States Navy aus den Jahren von 1959 bis 1965. Das Advisory Committee on Antarctic Names benannte sie 1966 nach Peter Arne Hutchinson (* 1930) von der US Navy, Einsatzoffizier an Bord des Eisbrechers USS Glacier, der zwischen 1961 und 1962 vor der Saunders-Küste im Einsatz war.